# Teuthowenia maculata
Teuthowenia maculata  (лат.) — вид глубоководных кальмаров рода Teuthowenia семейства Кранхииды.

## Ареал и местообитание
T. maculata похож на двух других представителей своего рода T. megalops и T. pellucida. Встречается в тропических водах у побережья Африки в восточной части Атлантического океана. Самый крупный описанный образец — молодой самец с длиной мантии 14,3 см.
Обитает на глубине около 600 м при температуре воды 8,7 °C и солёности 35,1 ‰.